# Feuerwehr Bremen
Die Feuerwehr Bremen ist das mit dem Brandschutz beauftragte Amt der Stadt Bremen und ist dem Geschäftsbereich des Senators für Inneres zugeordnet. Sie setzt sich aus über 700 Beamten des feuerwehrtechnischen Dienstes und weiteren rund 700 ehrenamtlichen Einsatzkräften zusammen.

## Aufgaben
Das Aufgabenspektrum der Berufsfeuerwehr umfasst:
- Abwehrender Brandschutz
- Medizinische Rettung von Menschen
- Technische Rettung von Mensch und Tier aus lebensbedrohlichen Situationen
- Schutz von Sachwerten
- Technische Hilfeleistung bei Umweltschäden, Unglücksfällen und öffentlichen Notständen, die durch Naturereignisse, Wasser- und Gasausströmungen, Gebäudeeinstürze oder ähnliche Vorkommnisse verursacht wurden
- Vorbeugender Gefahrenschutz zur Verhütung der o. g. Gefahren
- Notfallrettung und Notarztdienst

## Geschichte
Die Anfänge der Bremer Feuerwehr liegen im Jahr 1605, als der Brandschutz vom Bremer Rat den Bürgerkompanien zugeteilt wurde. Jeder Rotte dieser Einheiten des Bürgermilitärs wurde ein Brandmeister und Material zur Brandbekämpfung zugeteilt. Das Löschwasser wurde dabei aus der Weser, aus Brunnen oder über die Bremer Wasserkunst geschöpft. Nachdem Bremen zwischen den Jahren 913 und 1754 insgesamt elfmal abgebrannt war, wurde im Jahr 1716 eine Bremische Feuer-Ordnung eingeführt, die den Stadtvätern die Leitung der Löschmannschaften übertrug. Diese Brandordnung wurde in den Jahren 1751 und 1818 jeweils überarbeitet.
Als nach dem Ende der französischen Besatzungszeit im Jahr 1810 die Bürgerkompanien aufgelöst wurden, gründete die Stadt eine Brand-Löschanstalt. Die Aufsicht über diese Organisation hatten vier Brandherren aus dem Rat und neun Deputierte aus der Bürgerschaft sowie je zwei Maurer- und Zimmermeister aus der Alt-, der Neu- und der Vorstadt. Die Brand-Löschanstalt unterhielt zehn Spritzen in der Altstadt, fünf in der Neustadt und sechs in der Vorstadt, die von freiwilligen Bürger-Brandwehren aus den entsprechenden Bezirken gewartet und bedient wurden.

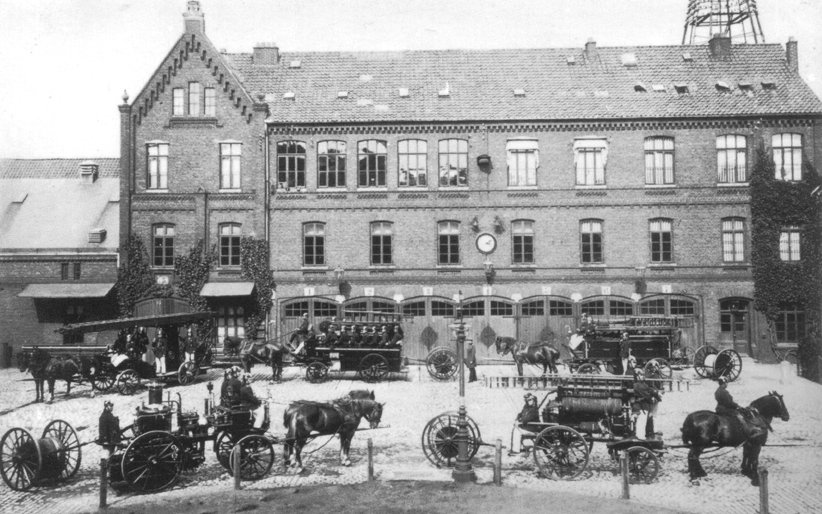
Bremer Feuerwehr um 1880

Am 11. Mai 1870 wurde die Berufsfeuerwehr gegründet, die 85 Mann mit drei großen Handspritzen, fünf Wasserwagen und einem Mannschaftswagen umfasste. Die Hauptwache wurde zunächst in der Königstraße (heute Dechanatstraße) eingerichtet, aber noch im selben Jahr in die Straße Am Wandrahm verlegt, wo sie sich auch heute noch befindet. Die alte Brand-Löschanstalt wurde aufgelöst und ein Branddirektor als Leiter der Feuerwehr eingesetzt. In der Folge entstanden mehrere Feuerwachen, über die Stadt verteilt. Im Jahr 1890 wurde die Ausrüstung der Feuerwehr verbessert und ein System aus Hydranten und Feuermeldern eingerichtet. Im selben Jahr übernahm die Feuerwehr auch die Krankentransporte.
Im Jahr 1907 erhielt die Bremer Feuerwehr den ersten motorisierten Löschzug. Während des Zweiten Weltkrieges wurde eine Feuerschutzpolizei gegründet und der Brandschutz teilweise von Luftschutz- und Werkschutzeinheiten übernommen. Nach 1945 wurde die Berufsfeuerwehr neu aufgebaut und dem Senator für Inneres unterstellt.

### Personal
Im Gründungsjahr 1870 bestand die Berufsfeuerwehr Bremen aus 97 Männern. Stadtgebietserweiterungen, Bevölkerungszuwachs und Wirtschaftswachstum und die damit einhergehenden Steigerungen der Einsätze führten zu einem stetig steigenden Personalbedarf. So sorgten zum hundertjährigen Jubiläum im Jahr 1970 insgesamt 534 Feuerwehrangehörige für die Sicherheit der Stadt.
Die letzten Jahre waren geprägt durch knapper werdende Haushaltsmittel der Stadt Bremen. Dies beeinflusste auch die Personalstärke der Berufsfeuerwehr. So lag (2012) die Ist-Personalstärke bei 509 Beamten und Angestellten (483 Feuerwehrbeamte, 3 Verwaltungsbeamte, 23 Arbeitnehmer) und damit unter der Soll-Personalstärke von 530 (502 Feuerwehrbeamte, 4 Verwaltungsbeamte, 24 Angestellte).
Leiter der Feuerwehr Bremen ist seit 1. April 2021 Philipp Heßemer. Der bisherige Leiter Karl-Heinz Knorr wurde Ende November 2020 im Zuge der COVID-19-Pandemie zur Entwicklung einer Impfstrategie abgestellt und anschließend zum Katastrophenschutzbeauftragten der Stadt Bremen ernannt. Für die Übergangszeit hatte Bremens Innensenator Ulrich Mäurer die Leitung der Bremer Feuerwehr inne.

### Leiter der Feuerwehr
seit April 2021 Philipp Heßemer
Karl-Heinz Knorr bis Nov. 2020

### Personalentwicklung
|                | 1870 | 1900 | 1903 | 1918 | 1950 | 1970 | 2000 | 2010 | 2012 | 2016 |
| -------------- | ---- | ---- | ---- | ---- | ---- | ---- | ---- | ---- | ---- | ---- |
| Personalstärke | 97   | 116  | 173  | 292  | 327  | 534  | 515  | 504  | 509  | 610  |

### Einsatzzahlen
In den Bereichen Brandbekämpfung, Technische Hilfeleistung und Notfallrettung steigen die Einsatzzahlen stetig an. Der Bereich der Krankentransporte wird seit einigen Jahren hauptsächlich durch private Anbieter bedient, sodass hier die Zahlen im Vergleich zum letzten Jahrhundert stark gesunken sind.
|                          | 1954  | 1969   | 2000   | 2010   | 2012   | 2016   |
| ------------------------ | ----- | ------ | ------ | ------ | ------ | ------ |
| Brände                   | 753   | 1.098  | 2.366  | 2.381  | 2.308  | 2.634  |
| Technische Hilfeleistung | 1.094 | 1.738  | 2.386  | 3.118  | 2.948  | 3.491  |
| Notfallrettung           | 4.161 | 12.490 | 22.550 | 55.621 | 58.767 | 73.795 |
| Krankentransporte        | 2.954 | 19.302 | 4.675  | 399    | 510    | 1.812  |

### Besondere Einsätze
Es folgt eine Auswahl von Einsätzen, die die Feuerwehrkräfte des Landes vor besondere Herausforderungen stellte:
- 28. Dezember 1880 – Hochwasser der Wümme:

Mit dem Bruch der Wümmedeiche begann ein mit kurzen Unterbrechungen bis März 1881 andauernder Einsatz der Feuerwehr.
- 11./12. Juni 1924 – Großbrand AG Weser:

In der Nacht vom 11. auf den 12. Juni brach ein Feuer in einer 100 × 30 m großen Lagerhalle auf dem Gelände der AG Weser aus und verursachte einen Gesamtschaden von 1.500.000 Goldmark.:27
- 26. Oktober 1959 – Explosion auf dem Frachter Wihinapa:

Auf dem im Europahafen liegende Frachter Wihinapa war Ladung in Brand geraten. Bei der Brandbekämpfung kam es zu einer Rauchdurchzündung, die den Brandrat Dipl.-Ing. Kurt Lenz und den Feuerwehrmann Hermann Rauch das Leben kostete. Drei weitere Männer mussten ins Krankenhaus eingeliefert werden. Das waren bis heute die letzten Feuerwehrleute in Bremen, die in Ausübung ihrer Pflicht ums Leben kamen.
- 28. Januar 1966 – Absturz von Lufthansa-Flug 005 in Huchting:

In der Nähe des Flughafens Bremen stürzte ein Convair CV-440 ab. 42 Personen kamen dabei ums Leben.
- 6. Februar 1979 – Mehlstaubexplosion in der Rolandmühle:

Ein Kabelbrand löste eine der größten Explosionen der Welt in Friedenszeiten aus. Es kamen 14 Menschen ums Leben, 17 weitere wurden verletzt und der entstandene Sachschaden betrug umgerechnet rund 50 Millionen Euro. Die Brandbekämpfung dauerte noch bis zum 12. März 1979.
- 10. Mai 1994 – Großfeuer und Explosion eines Flüssiggastanks:

Das irrtümlich zuerst als Müllcontainerbrand gemeldete Feuer auf dem Gelände eines Flüssiggashändlers kostete nur durch Glück nicht das Leben der eintreffenden Feuerwehrleute. Es entstand ein Schaden von 12 Millionen D-Mark.
- 20. November 2000 – Gasexplosion in einem Altenwohnheim in der Neustadt:

Infolge einer durch Baggerarbeiten verursachten Gasausströmung kam es zu einer Gasexplosion. Diese kostete 12 Menschenleben.
- 12. Oktober 2008 – Brand im Kohlesilo 4 des Kraftwerks Bremen-Hastedt:

Am 12. Oktober entstand ein Schwelbrand im mit 3000 t gefüllten Kohlesilo des Kraftwerks. Die immer wieder durch Verpuffungen unterbrochene Brandbekämpfung dauerte bis zum 22. Oktober 2008 an. Im folgenden Jahr kam es erneut zu einem Brand, diesmal im Tagesbunker.
- 26. Oktober 2009 – Großbrand in einer Lagerhalle:

Im Bremer Industriehafen geriet eine Lagerhalle in Brand, die einen Einsatz von rund 100 Einsatzkräften aus ganz Bremen nach sich zog.
- 9. Oktober 2010 – Brand auf der „Lisco Gloria“:

Der erste Einsatz von Verletztenversorgungsteams der Feuerwehr Bremen im Rahmen eines Einsatzes vom Havariekommando
- 1. August 2014 – Absturz eines Kleinflugzeugs:

Kurz nach dem Start vom Airport Bremen stürzte ein Kleinflugzeug des Typs Saab Safir mit zwei Personen an Bord in eine Kfz-Werkstatt. Beide Flugzeug-Insassen kamen ums Leben. Der Folgebrand des Flugzeugs und des Werkstatt-Reifenlagers wurde mit einem Großaufgebot der Feuerwehr bekämpft.
- 9. September 2014 – Großbrand in angrenzender Gemeinde:

In der angrenzenden niedersächsischen Gemeinde Ritterhude kam es zu einer verheerenden Explosion in einer Entsorgungsfirma. Diese lag mitten in einem Wohngebiet. Ein Mitarbeiter der Firma starb. Diverse nahe Wohngebäude wurden zunächst als einsturzgefährdet eingestuft. Die Feuerwehr Bremen unterstützte die Löscharbeiten. Insgesamt waren ca. 300 Einsatzkräfte der Feuerwehren vor Ort.
- 6. Mai 2015 – Großbrand eines Traditionsgeschäfts:

Gegen 21:40 Uhr wurde der Brand eines Einkaufshauses in der Bremer Innenstadt gemeldet. Der Brand breitete sich rasend schnell auf alle 5 Geschosse aus, sodass auch ein Großaufgebot der Feuerwehr den Totalverlust des Gebäudes nicht verhindern konnte. Trotz der Reihenbauweise konnten die Nachbarhäuser vor größerem Schaden bewahrt werden. Die dem Besitzer unterstellte Brandstiftung konnte nicht nachgewiesen werden.
- Mai 2015 – Brand auf der „Purple Beach“:

Einsatz von Verletztenversorgungsteams zur Sicherung von weiteren Einsatzkräften des Havariekommandos
- 14. September 2018 – Brand einer Yacht auf der Lürssen-Werft:

Am 14. September 2018 kam es auf dem in Fähr-Lobbendorf liegenden Standort der Werft gegen 2:00 Uhr zu einem Brand einer in einem Schwimmdock liegenden im Bau befindlichen Yacht. Hierbei wurden sowohl das Dock als auch die Yacht schwer beschädigt. Zeitweise waren bis zu 200 Feuerwehrleute an der Einsatzstelle gebunden. Neben Kräften der Berufs- und Freiwilligen Feuerwehr Bremen kamen Kräfte aus Niedersachsen, den Feuerwehren aus Brunsbüttel, Bremerhaven sowie von der Werkfeuerwehr der Meyer Werft zum Einsatz. Das Feuer konnte erst am 16. September gelöscht werden. Mit rund 900 eingesetzten Einsatzkräften handelte es sich um den größten Einsatz der Feuerwehr Bremen der Nachkriegszeit.
- 28. April 2020 Brand einer Lagerhalle von einer Größe über 25.000 Quadratmetern.

Am 28. April 2020 wurde durch die Feuer- und Rettungsleitstelle Bremen der Vollalarm für alle Einheiten der Freiwilligen Feuerwehr Bremen ausgelöst. Im Bremer Industriehafen war eine Lagerhalle mit einer Größe von über 25.000 Quadratmetern in Brand geraten. Im Einsatz waren neben der Berufsfeuerwehr sämtliche Einheiten der Freiwilligen Feuerwehr, die Werkfeuerwehr Mercedes-Benz Bremen und die Flughafenfeuerwehr des City Airport Hans Koschnik Bremen.
Die Brandbekämpfung dauerte ab dem 28. April 2020 rund 4 Tage an und forderte insgesamt etwa 1000 Einsatzkräfte der Berufsfeuerwehr, der Freiwilligen Feuerwehren, der Werkfeuerwehren, des Rettungsdienstes und anderer Hilfsorganisationen.

## Berufsfeuerwehr
Die Berufsfeuerwehr ist gemäß dem Bremischen Hilfeleistungsgesetzes aufgestellt und bildet gemeinsam mit der Freiwilligen Feuerwehr eine öffentliche Feuerwehr. Der Leiter der Berufsfeuerwehr hat den Status eines Amtsleiters in der Stadtverwaltung. Die Berufsfeuerwehr verfügt über sieben Feuer- und Rettungswachen sowie fünf reine Rettungswachen. Diese sind auf fünf Abschnitte verteilt:
- Mitte – Feuer- und Rettungswache 1, Am Wandrahm
- Ost – Feuer- und Rettungswache 2, Bennigsenstraße
- Ost – Feuer- und Rettungswache 3, Osterholzer Heerstraße
- Süd – Feuer- und Rettungswache 4, Woltmershauser Allee
- West – Feuer- und Rettungswache 5, Gottlieb-Daimler Straße
- Nord – Feuer- und Rettungswache 6, Aumunder Feldstraße
- Ost – Feuer- und Rettungswache 7, Hochschulring

### Feuer- und Rettungswache 1

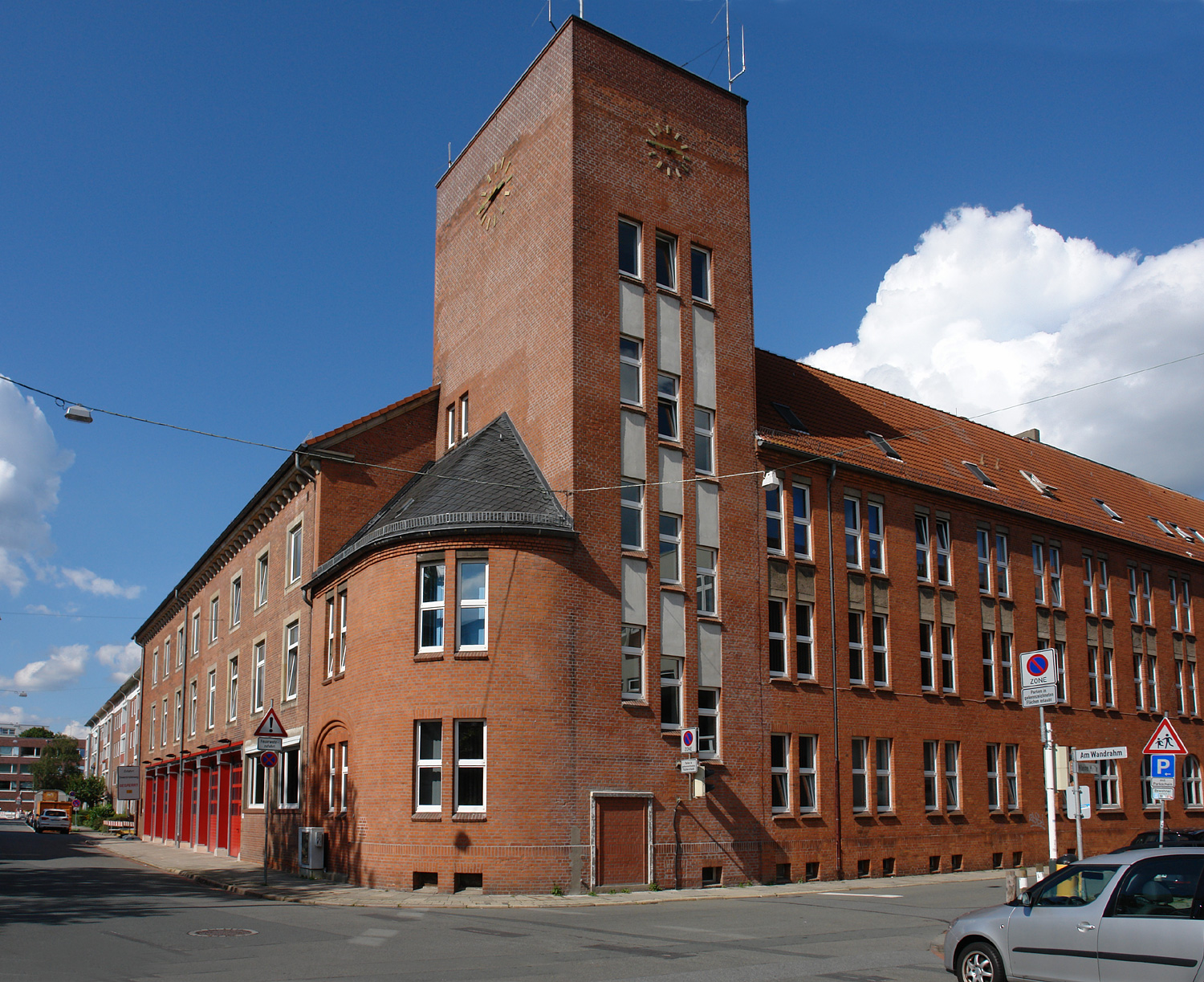
Feuer- und Rettungswache 1

Die Feuer- und Rettungswache 1 befindet sich Am Wandrahm. Personell handelt es sich um eine Zugwache, in welcher je ein Hilfeleistungslöschgruppenfahrzeug HLF 20 und ein HLF 20/16, eine Drehleiter DLA(K) 23/12 CS, der Gerätewagen Atemschutz sowie drei Rettungswagen und ein Notarzteinsatzfahrzeug zur Reserve stationiert sind. Außerdem befindet sich auf der Feuer- und Rettungswache 1 die Feuerwehrtaucherstaffel mit einem Gerätewagen Wasserrettung und einem Rettungsboot Typ 1. Von hier aus rücken auch der operative Führungsdienst (ELW-Einsatzleitdienst Mitte) und der administrative Führungsdienst (ELW-Direktionsdienst) aus. Ferner stehen an dieser Wache folgende Fahrzeuge zur Verfügung: Gerätewagen Werkstatt 1, Gerätewagen Logistik Rettungsdienst und ein Mannschaftstransportfahrzeug sowie mehrere Kommandowagen für alle Referate (VB, FF, KatS etc.).
Das Gebäude der Feuer- und Rettungswache 1 dient außerdem als Sitz der Branddirektion – hier sind der Personalrat, der Stab des Amtsleiters, die Abteilungen Allgemeine Verwaltung, Vorbeugender Brand- und Gefahrenschutz, Informations- und Kommunikationstechnik, Technik und Arbeitsschutz sowie Rettungsdienst/Katastrophenschutz/Freiwillige Feuerwehren und Werkfeuerwehren/Aus- und Fortbildung untergebracht. Außerdem befindet sich in diesem Gebäude die Feuerwehr- und Rettungsleitstelle (FRLSt), die jährlich rund 80.000 Einsätze disponiert.
Arbeitsschwerpunkte im Einsatzdienst der Wache 1 sind die Führungsdienste Direktionsdienst und Einsatzleitdienst. Zudem sind die Atemschutzwerkstatt mit Übungsstrecke sowie die technischen Werkstätten der Feuer- und Rettungswache 1 zugeordnet.

### Feuer- und Rettungswache 2

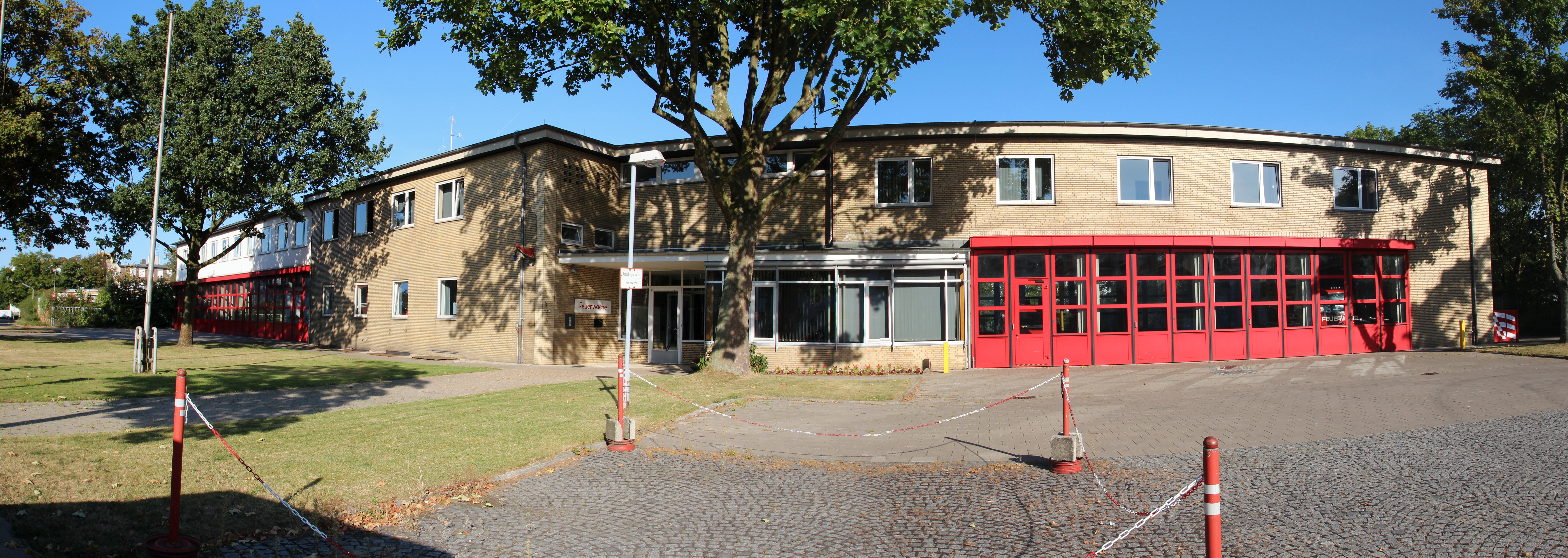
Feuer- und Rettungswache 2

Die Feuer- und Rettungswache 2 in der Bennigsenstraße ist eine Gruppenwache. Hier sind ein Hilfeleistungslöschfahrzeug (HLF 20), eine Drehleiter DLA(K) 23/12 CS, ein Tanklöschfahrzeug (TLF 4000) ein Rettungsboot sowie ein Intensivtransportwagen (Reserve) und zwei Rettungswagen stationiert.
Das HLF rückt bei Bedarf gemeinsam mit dem HLF 20/16 der Feuerwache 3 aus. Das Notarzteinsatzfahrzeug (NEF-Mitte), stationiert am Klinikum Bremen-Mitte, gehört auch personell zur Wache.

### Feuer- und Rettungswache 3

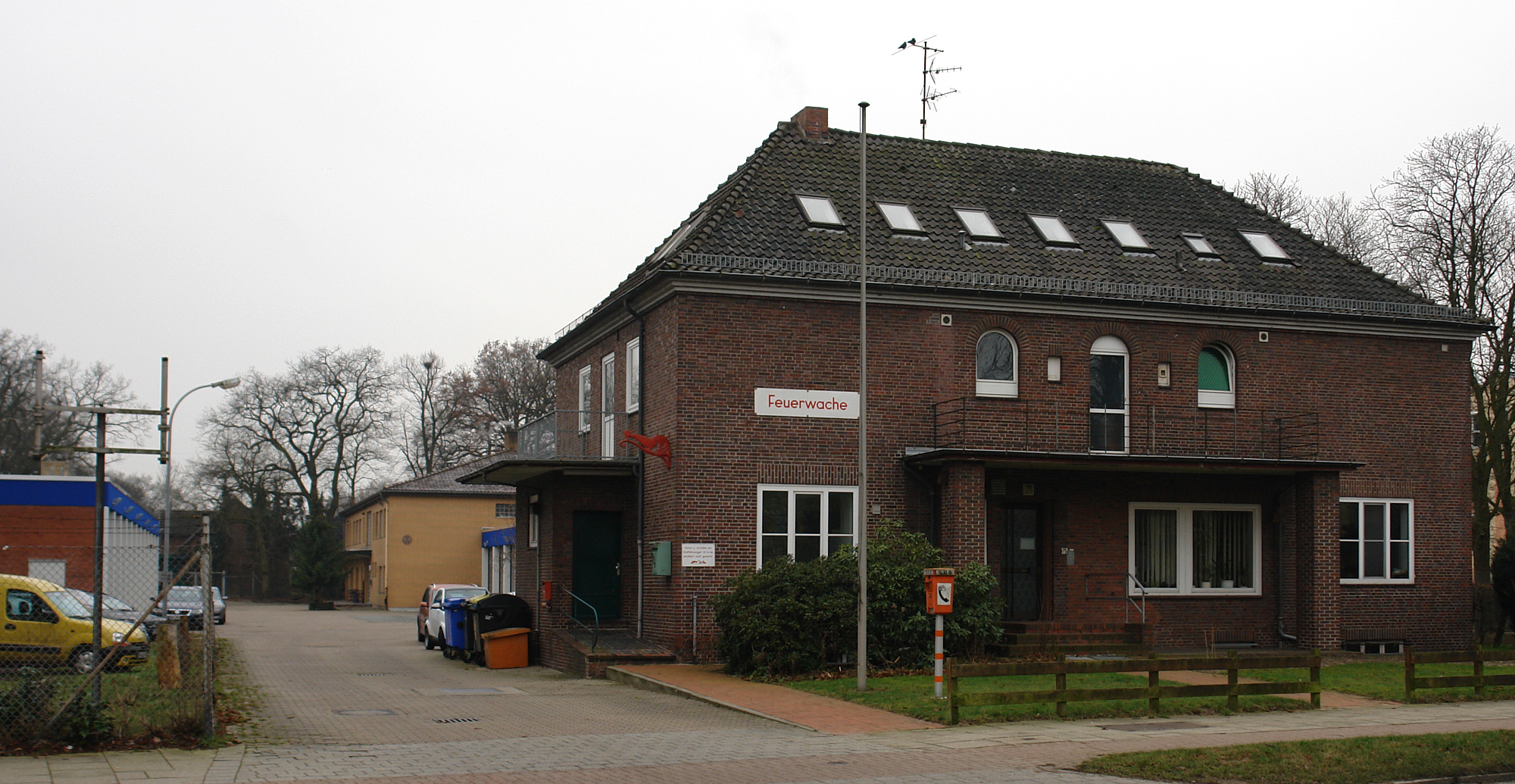
Feuer- und Rettungswache 3

Die Feuer- und Rettungswache 3 liegt in der Osterholzer Heerstraße Nr. 75 und ist eine Gruppenwache. Sie beherbergt ein Hilfeleistungslöschfahrzeug HLF 20, eine Drehleiter DLA(K) M32L sowie einen Rettungswagen. Ferner stehen hier noch ein Kommandowagen und ein Feuerwehranhänger Rettungsboot (FwA-RTB). Das Notarzteinsatzfahrzeug (NEF-Ost), stationiert am Klinikum Bremen-Ost, gehört personell zur Wache.

### Feuer- und Rettungswache 4

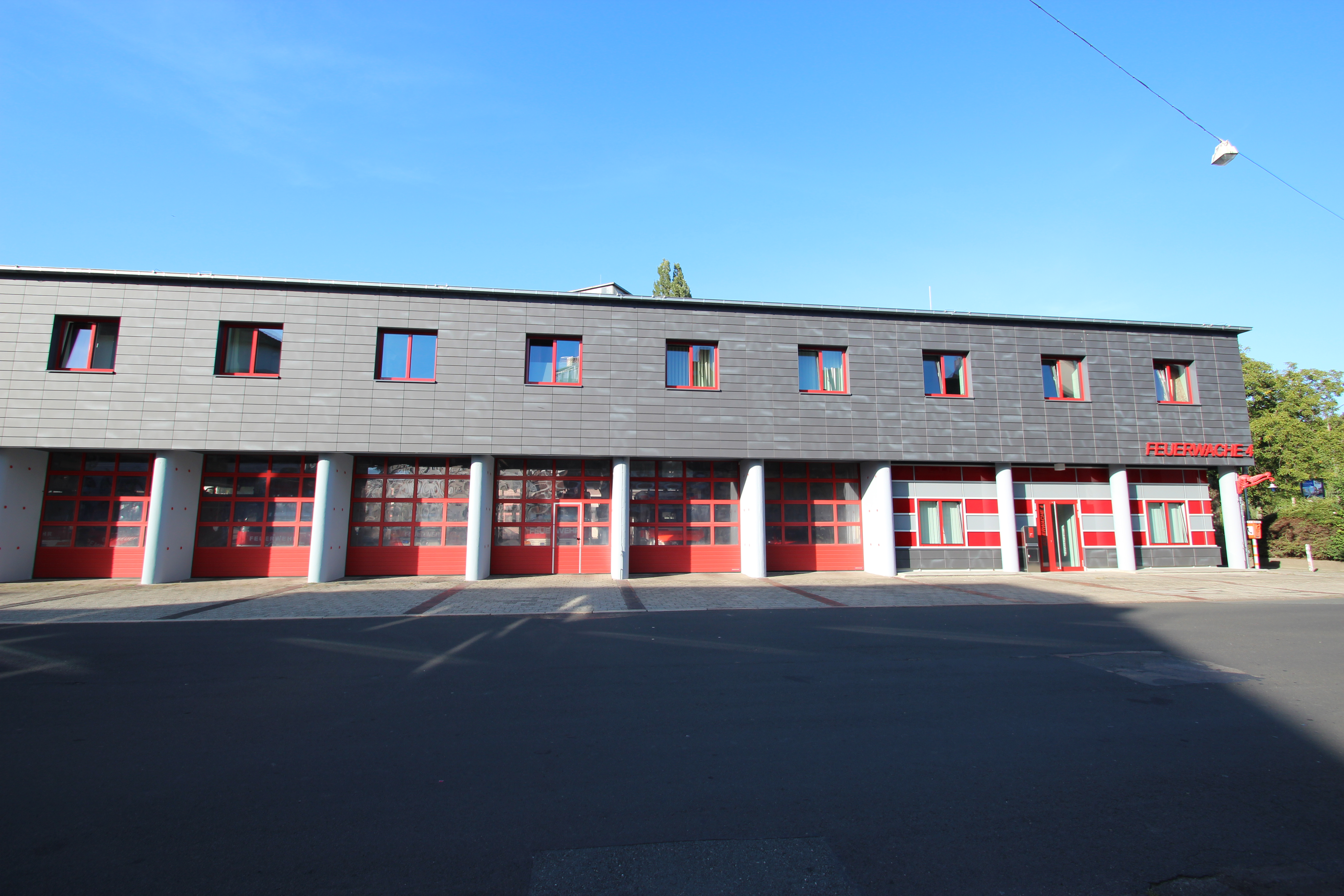
Feuer- und Rettungswache 4

Die Feuer- und Rettungswache 4 befindet sich in der Woltmershauser Allee und ist eine Gruppenwache. Sie beherbergt ein Hilfeleistungslöschfahrzeug 20, eine Drehleiter DLA(K) 23/12 CS, die Gerätewagen Umweltschutz und Logistik, ein Tanklöschfahrzeug TLF 4000, Gerätewagen Werkstatt 3 für die Schlauchwerkstatt mit Feuerwehranhänger Schlauch (FwA-Schlauch), ein Mannschaftstransportfahrzeug sowie zwei Rettungswagen. Auch das am Klinikum Links der Weser stationierte Notarzteinsatzfahrzeug (NEF-Süd) gehört personell zur Wache. Weiterhin ist an dieser Wache eine Drehleiter DLK 23-12 PLC III als Reserve stationiert. Auch der Wachleiter rückt von hier aus. Die Wache beherbergt außerdem die Schlauchwerkstatt und die Bekleidungskammer.

#### Feuerlöschboot
Durch die Kräfte der Feuerwache 4 wurde das einzige Feuerlöschboot der Stadt Bremen, die Bremen 1, besetzt. Das Boot wurde Anfang 2013 außer Dienst gestellt. Seitdem verfügt das Land Bremen über kein eigenes Feuerlöschboot mehr.

### Feuer- und Rettungswache 5

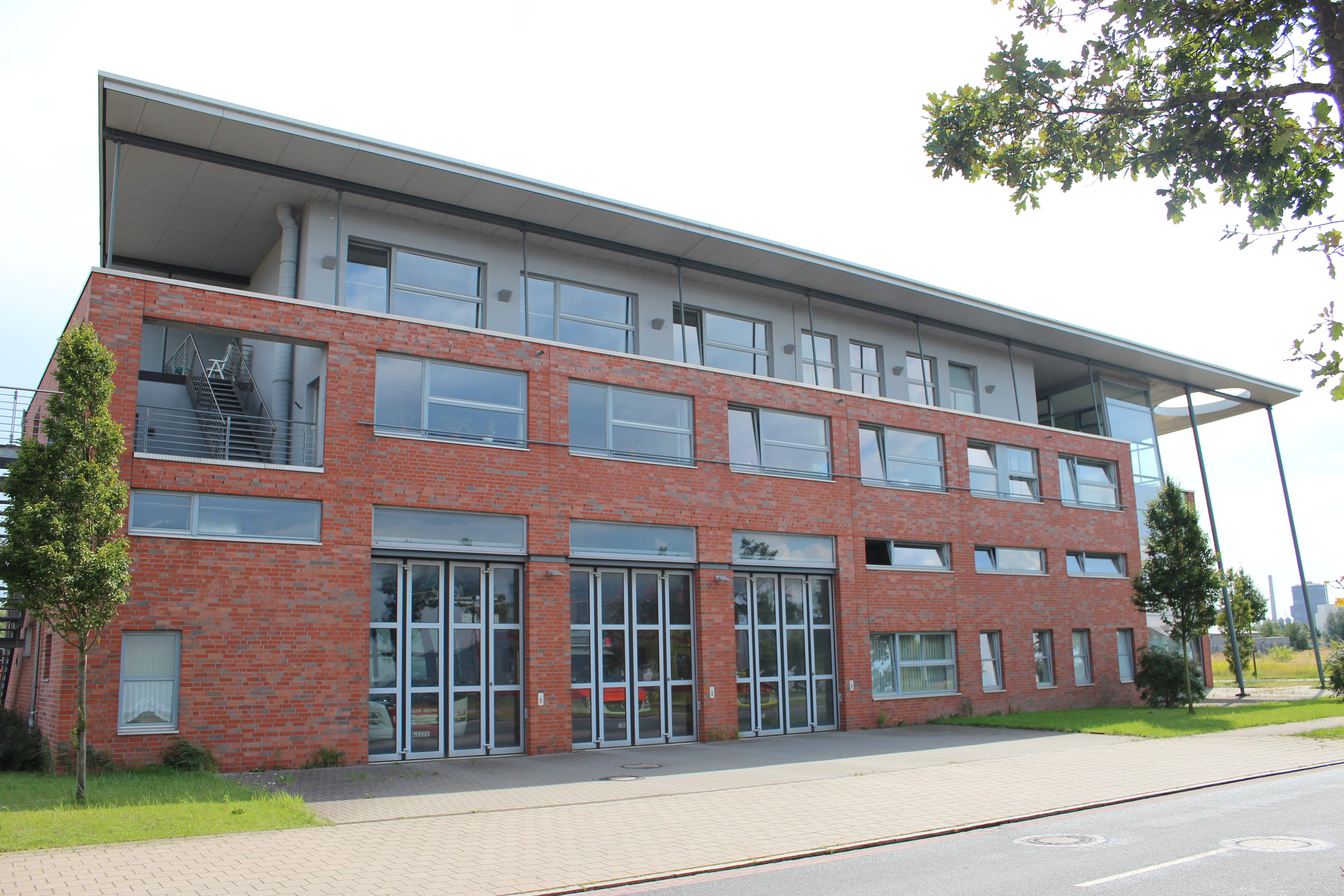
Feuer- und Rettungswache 5

Die Feuer- und Rettungswache 5 in der Gottlieb-Daimler Straße ist eine Zugwache. Von hier aus rücken zwei Hilfeleistungslöschfahrzeuge (HLF 20, HLF 20/16) eine Drehleiter DLA(K) 23-12 CS, ein Tanklöschfahrzeug TLF 4000, zwei Wechselladerfahrzeuge, zwei Rettungswagen, ein Großraumrettungswagen und ein Sonder-Rettungswagen aus. Außerdem ist hier der Kommandowagen des Wachleiters und der Einsatzleitwagen-Umweltschutz für den Fachberater Gefahrgut stationiert. Außerdem ist hier ein weiterer operativer Führungsdienst untergebracht, der mit einem Einsatzleitwagen (ELW-ELD West) ausrückt. Im Gebäude der FRW 5 ist das Referat Umweltschutz untergebracht.
Auch Gerätschaften für den MANV (Massenanfall von Verletzten) werden hier vorgehalten. An dieser Wache steht auch der GW-Hub mit dem Gerätekoffer-Rettung (GK-RETT) für schwer infektiöse Patienten. Ferner stehen an dieser Wache folgende Abrollbehälter (AB) bereit: AB-Sonderlöschmittel, AB-Räum (beladen mit Teleskoplader), AB-Rüst, AB-Umweltschutz, AB-Nachschub, AB-Nachschub Umweltschutz, AB-Rettungsdienst (MANV), AB-ÖSK (Ölschlengel). Auf dem Gebindeplatz stehen noch zwei AB-ÖSK. Ferner steht noch der Gerätewagen Werkstatt 2 für die Pulverlöscherwerkstatt zur Verfügung. Das Notarzteinsatzfahrzeug (NEF-West), stationiert am Diako Bremen in Gröpelingen, gehört personell zur Wache.

### Feuer- und Rettungswache 6

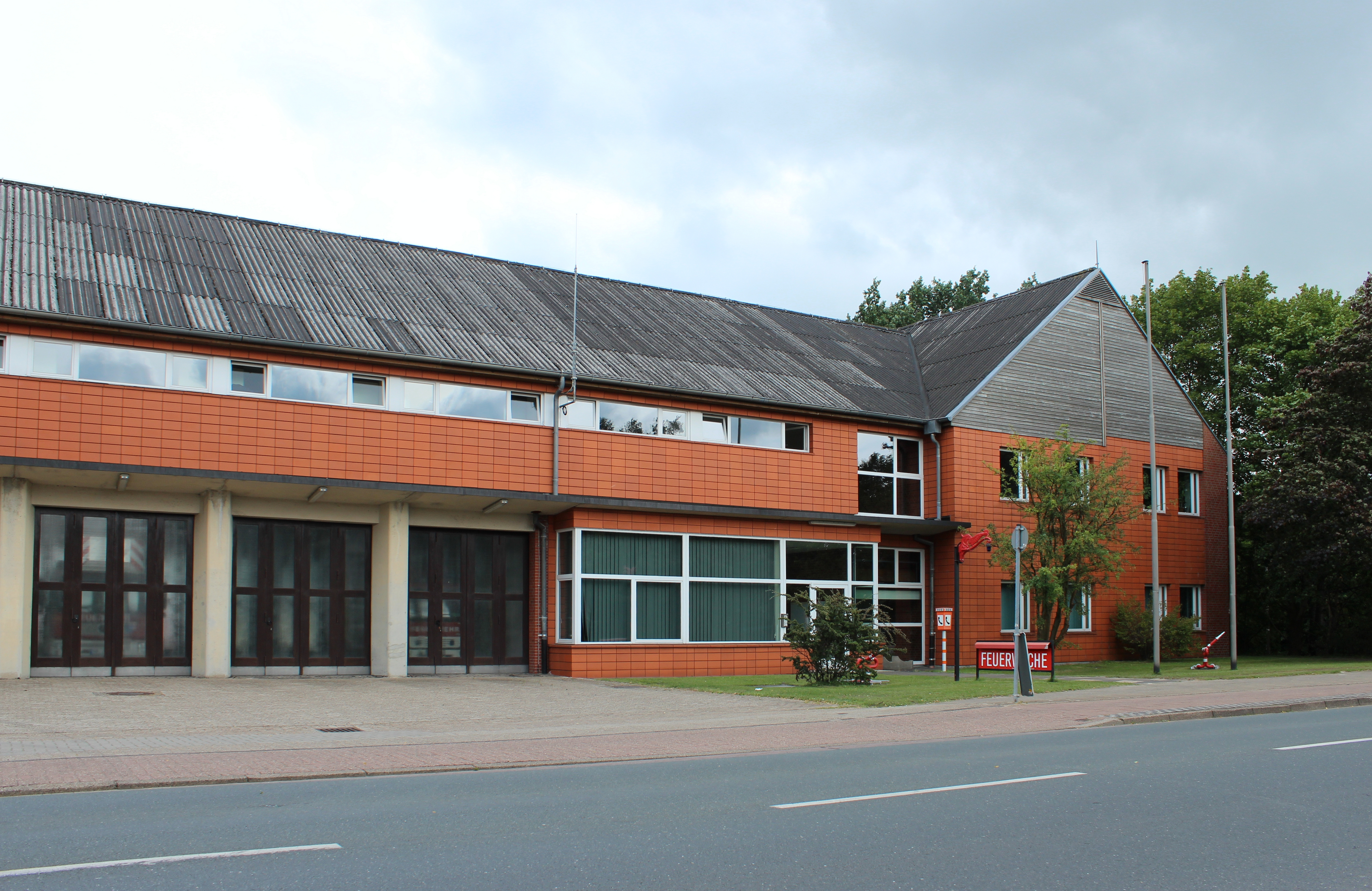
Feuer- und Rettungswache 6

Die Feuer- und Rettungswache 6 in der Aumunder Feldstraße ist eine Gruppenwache. Sie dient einem Hilfeleistungslöschfahrzeug HLF 20, einer Drehleiter DLA(K) 23-12 CS, einem Rüstwagen, einem Gerätewagen Umweltschutz, einem Wechselladerfahrzeug und zwei Rettungswagen als Stützpunkt. In der FRW 6 befindet sich außerdem das Prüfzentrum für alle Geräte der Feuerwehr Bremen. Ferner stehen hier folgende Fahrzeuge, Feuerwehranhänger und Abrollbehälter bereit: Gerätewagen-Sonder für das Geräteprüfzentrum, FwA-Tragkraftspritze (TS), FwA-P 250, FwA-RTB, AB-Bau/Technik, AB-Schaummittel, AB-Schlauch. Das Notarzteinsatzfahrzeug (NEF-Nord), stationiert am Klinikum Bremen-Nord, gehört personell zur Wache.

### Feuer- und Rettungswache 7

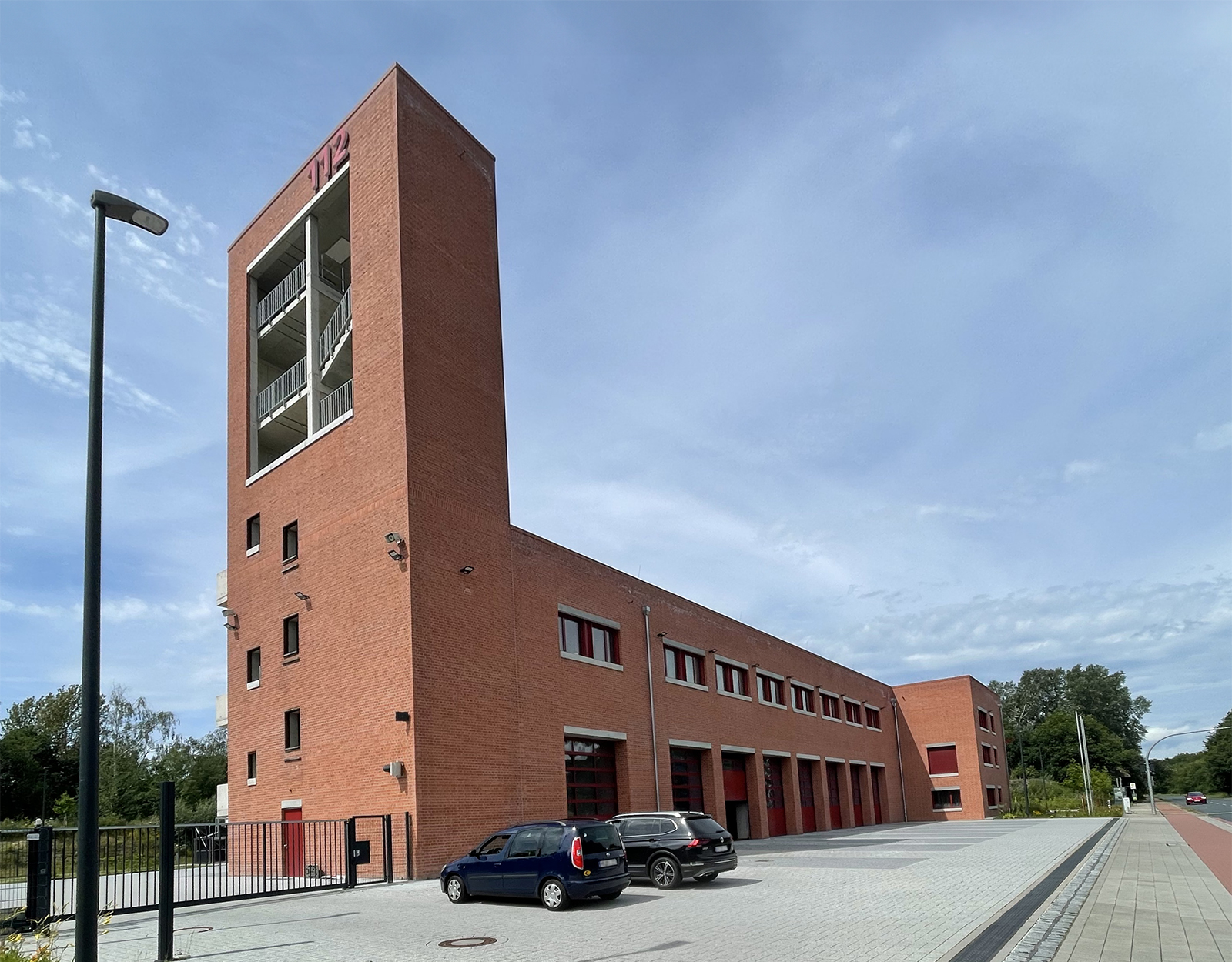
Feuer- und Rettungswache 7

Die Feuer- und Rettungswache 7 / Nord/Ost am Hochschulring in Bremen-Horn-Lehe ist eine Gruppenwache. Es sind hier u. a. Drehleiter und Löschfahrzeug, Rettungswagen, Rettungsboot sowie der zuvor auf der Wache 1 angesiedelte Rüstzug mit Rüstwagen und Feuerwehrkran stationiert.:6
Die Wache entstand von 2020 bis Anfang 2023 als zwei- und dreigeschossiger Bau mit 2317 m² Gebäudefläche und einem 25 Meter hohen Übungsturm nach Plänen der Architekten Schulze Pampus.

### Feuerwehrschule
Die Feuerwehrschule der Feuerwehr Bremen befindet sich seit September 2013 auf dem Gelände der Scharnhorst-Kaserne in Bremen-Huckelriede. Hier werden die Grundausbildungs-/Laufbahnlehrgänge für die Laufbahngruppe 1 (ehemals mittlerer feuerwehrtechnischer Dienst) ausgebildet. Darüber hinaus finden hier Aus- und Fortbildungsmaßnahmen für die Angehörigen der Freiwilligen Feuerwehren Bremens sowie der Berufsfeuerwehr statt. Die Feuerwehrschule hat die interne Wachnummer 9 und verfügt neben eigenen Schulungs- und Sozialräumen über eine voll unterkellerte Übungshalle sowie eine Fahrzeughalle. Dort ist ebenfalls die Fahrschule untergebracht. Als Fahrschulfahrzeuge stehen zwei Wechselladerfahrzeuge mit AB-Pritsche und die 2 Feuerwehranhänger zur Verfügung. Der Fahrzeugbestand besteht derzeit (Stand: Januar 2014) aus einem Hilfeleistungslöschfahrzeug HLF 20/16 (3. Generation HLF) und einem HLF 16/12 (2. Generation HLF), 1 DLK 23-12 PLC III, 1 Löschgruppenfahrzeug (LF 16-TS), 1 Rüstwagen (RW) 1, 3 Mannschaftstransportfahrzeuge (MTF), 1 Rettungswagen (RTW), 1 Kommandowagen (KdoW) und 2 FwA-RTB sowie ferner noch der AB-Unterkunft.

## Freiwillige Feuerwehr
Die Freiwillige Feuerwehr Bremen ist in dieselben fünf Abschnitte aufgegliedert wie die Berufsfeuerwehr:

### Abschnitt Mitte
Dem Abschnitt Mitte sind keine Freiwilligen Feuerwehren angegliedert.

### Abschnitt West
Im Abschnitt West existieren neben der FRW 5 drei Freiwillige Feuerwehren:
| FF           | Beschreibung | Bild                               |
| ------------ | --- | ---------------------------------- |
| Blockland    | Die Freiwillige Feuerwehr Bremen-Blockland verfügt über ein Löschgruppenfahrzeug 10/6, ein Löschgruppenfahrzeug 16-TS, ein Mannschaftstransportfahrzeug und einen Feuerwehranhänger mit Rettungsboot. Das Feuerwehrhaus befindet sich am Niederblockland 32a. Die Funkrufnamen der Feuerwehrfahrzeuge beginnen mit Florian Bremen 51.       | Freiwillige Feuerwehr Blockland    |
| Lesumbrok    | Die Freiwillige Feuerwehr Bremen-Lesumbrok verfügt über ein Löschgruppenfahrzeug 16, ein Löschgruppenfahrzeug 16-TS und einen Feuerwehranhänger mit Feldkochherd. Das Feuerwehrhaus befindet sich an der Lesumbroker Landstraße 152. Die Funkrufnamen der Feuerwehrfahrzeuge beginnen mit Florian Bremen 53.                                | Freiwillige Feuerwehr Lesumbrok    |
| Grambkermoor | Die Freiwillige Feuerwehr Bremen-Grambkermoor verfügt über ein LF 10, ein Löschgruppenfahrzeug 8/6 (mit Hilfeleistungssatz als Wechselbeladung mit der TS) und einen Feuerwehranhänger mit Schaum-/Wasserwerfer. Das Feuerwehrhaus befindet sich Am Burger See 14c. Die Funkrufnamen der Feuerwehrfahrzeuge beginnen mit Florian Bremen 52. | Freiwillige Feuerwehr Grambkermoor |

### Abschnitt Ost
Der Abschnitt Ost besteht neben FRW 2 und 3 noch aus sechs Freiwilligen Feuerwehren:
| FF            | Beschreibung | Bild                                |
| ------------- | --- | ----------------------------------- |
| Lehesterdeich | Die Freiwillige Feuerwehr Bremen-Lehesterdeich verfügt über ein Hilfeleistungslöschfahrzeug HLF 16/12, ein Löschgruppenfahrzeug des Katastrophenschutzes (LF KatS), ein Löschgruppenfahrzeug LF 16/16, zwei Mannschaftstransportfahrzeug MTF und einen Feuerwehranhänger Schaum/Wasserwerfer 50 S. Ferner über einen Feuerwehranhänger mit Rettungsboot (FwA-RTB). Sie wurde am 6. Juni 1936 gegründet und 1983 um eine Jugendfeuerwehr erweitert. Das Feuerwehrhaus befindet sich Am Lehester Deich. Die Funkrufnamen der Feuerwehrfahrzeuge beginnen mit Florian Bremen 26. Nachdem ein Feuerwehrhaus-Neubau 2016 in Dienst genommen wurde, wurden weitere Aufgaben und Fahrzeuge übernommen. Der Einsatzleitwagen (ELW 2) des Fernmeldedienstes und ein Wechselladerfahrzeug mit den AB-Wasserförderung und AB-Sand und der AB Kraftstoff wurden dort stationiert.                                                            | Freiwillige Feuerwehr Lehesterdeich |
| Mahndorf      | Die Freiwillige Feuerwehr Bremen-Mahndorf verfügt über ein Löschgruppenfahrzeug LF 10, Löschgruppenfahrzeug LF 16/12, ein Mannschaftstransportfahrzeug MTF, einen Tragkraftspritzenanhänger TSA und einen Feuerwehranhänger Schaum/Wasserwerfer. Sie wurde am 31. Mai 1930 gegründet. Die Jugendfeuerwehr folgte am 31. Oktober 1992. Im Herbst 2017 wurde hier die erste Kinderfeuerwehr in Bremen gegründet. Das Feuerwehrhaus befindet sich am Mahndorfer Bahnhof. Die Funkrufnamen der Feuerwehrfahrzeuge beginnen mit Florian Bremen 21. | Freiwillige Feuerwehr Mahndorf      |
| Oberneuland   | Die Freiwillige Feuerwehr Bremen-Oberneuland verfügt über ein Hilfeleistungslöschgruppenfahrzeug HLF 20/10, ein Löschgruppenfahrzeug (LF KatS), ein Mannschaftstransportfahrzeug MTF, einen Gerätewagen Kommunikation (GW-Kom), einen Tragkraftspritzenanhänger, einen Lichtmastanhänger und einen Feuerwehranhänger Feldkochherd. Das Feuerwehrhaus befindet sich in der Mühlenfeldstraße. Die Funkrufnamen der Feuerwehrfahrzeuge beginnen mit Florian Bremen 23. | Freiwillige Feuerwehr Oberneuland   |
| Osterholz     | Die Freiwillige Feuerwehr Bremen-Osterholz besitzt ein Hilfeleistungslöschfahrzeug (HLF mit Platz für eine Staffel + Melder), ein Löschgruppenfahrzeug (LF KatS), ein Mannschaftstransportfahrzeug MTF sowie ein Rettungsboot. Die FF Bremen-Osterholz ist eine von wenigen tagesalarmsicheren Freiwilligen Feuerwehren in Bremen. D.h. sie ist 24/7 durchgehend einsatzbereit, wohingegen der Großteil der Freiwilligen Feuerwehren in Bremen wochentags nur von 17 Uhr bis 7 Uhr einsatzbereit ist. Am Wochenende und an Feiertagen sind sämtliche Freiwillige Feuerwehren durchgehend einsatzbereit. Der Wehrführer, Reiner Berlips, ist zeitgleich erster Vorsitzender des Landesfeuerwehrverbandes sowie Bereichsführer sämtlicher Freiwilligen Feuerwehren in der Stadtgemeinde Bremen. Das Feuerwehrhaus befindet sich am Osterholzer Möhlendamm. Die Funkrufnamen der Feuerwehrfahrzeuge beginnen mit Florian Bremen 22. | Freiwillige Feuerwehr Osterholz     |
| Timmersloh    | Die Freiwillige Feuerwehr Bremen-Timmersloh verfügt über ein Staffel-Löschgruppenfahrzeug StLF 10/6 und ein Tanklöschfahrzeug TLF 20/40. Ihr Feuerwehrhaus befindet sich in der Timmersloher Landstraße. Die Funkrufnamen der Feuerwehrfahrzeuge beginnen mit Florian Bremen 24. | Freiwillige Feuerwehr Timmersloh    |
| Borgfeld      | Die Freiwillige Feuerwehr Bremen-Borgfeld verfügt über Löschgruppenfahrzeug LF 8/6 und ein Löschgruppenfahrzeug 16-TS. Ihr Feuerwehrhaus befindet sich am Hamfhofsweg. Die Funkrufnamen der Feuerwehrfahrzeuge beginnen mit Florian Bremen 25. | Freiwillige Feuerwehr Borgfeld      |

### Abschnitt Süd
Im Abschnitt Süd wird die FRW 4 von fünf Freiwilligen Feuerwehren unterstützt:
| FF        | Beschreibung | Bild                            |
| --------- | --- | ------------------------------- |
| Arsten    | Die Freiwillige Feuerwehr Bremen-Arsten verfügt über ein Löschgruppenfahrzeug 16/12, ein Löschgruppenfahrzeug 10/6, ein Mannschaftstransportfahrzeug und einen Feuerwehranhänger mit Rettungsboot. Das Feuerwehrhaus befindet sich In der Laake 17. Die Funkrufnamen der Feuerwehrfahrzeuge beginnen mit Florian Bremen 41. | Freiwillige Feuerwehr Arsten    |
| Neustadt  | Die Freiwillige Feuerwehr Bremen-Neustadt verfügt über ein Hilfeleistungslöschgruppenfahrzeug HLF 16/16, ein Löschgruppenfahrzeug LF 16/12, ein Löschgruppenfahrzeug LF KatS, 2 Mannschaftstransportfahrzeuge, 2 CBRN Erkundungskraftwagen (CBRN-ErkKw), ein Dekontaminationsfahrzeug Person, ein Wechselladerfahrzeug, ein Tanklöschfahrzeug (TLF 24/50), einen Küchenkraftwagen, einen Gerätewagen „Versorgung“, einen Lkw Versorgung, zwei Feuerwehranhänger „Versorgung“, drei Feuerwehranhänger Feldkochherd, einen Feuerwehranhänger „Sonder“, einen Tragkraftspritzenanhänger, einen Feuerwehranhänger mit Rettungsboot, einen Feuerwehranhänger für die Fahrschule (stationiert zwar bei der FF Neustadt, steht aber an der Feuerwehrschule für die Fahrschulausbildung). Außerdem stehen hier folgende Abrollbehälter bereit: AB-Betreuung, AB-Dekon, AB-Mulde, AB-Schlauch und ferner ein Kommandowagen für den Bereichsführer und ein Feuerwehranhänger „Entgiftung“ des KatS. Um schwere Lasten zu bewegen, steht hier auch ein Schubmaststapler. Das Feuerwehrhaus befindet sich am Seesenthom 4. Die Funkrufnamen der Feuerwehrfahrzeuge beginnen mit Florian Bremen 42. | Freiwillige Feuerwehr Neustadt  |
| Huchting  | Die Freiwillige Feuerwehr Bremen-Huchting verfügt über ein Löschgruppenfahrzeug (LF KatS), ein Löschgruppenfahrzeug 10/6, einen Rüstwagen 2, ein Mannschaftstransportfahrzeug, einen Feuerwehranhänger mit Rettungsboot, einen Feuerwehranhänger mit Tragkraftspritze, einen Feuerwehranhänger „Sonder“ und einen Feuerwehranhänger Feldkochherd. Das Feuerwehrhaus befindet sich an der Obervielander Str. 26. Die Funkrufnamen der Feuerwehrfahrzeuge beginnen mit Florian Bremen 43. | Freiwillige Feuerwehr Huchting  |
| Strom     | Die Freiwillige Feuerwehr Bremen-Strom verfügt über ein Löschgruppenfahrzeug 10 und ein Löschgruppenfahrzeug 8/6. Seit 2021 ist die „Fachgruppe Elektro“ in Bremen-Strom stationiert und bringt mithilfe eines GW-Sonder ein 60kVA-Stromaggregat in den Einsatz. Das Feuerwehrhaus befindet sich an der Stromer Landstraße 20. Die Funkrufnamen der Feuerwehrfahrzeuge beginnen mit Florian Bremen 44. | Freiwillige Feuerwehr Strom     |
| Seehausen | Die Freiwillige Feuerwehr Bremen-Seehausen verfügt über zwei Löschgruppenfahrzeuge 10, ein First-Responder-Fahrzeug und ein Mannschaftstransportfahrzeug. Zur weiteren Ausstattung gehören ein Löschunterstützungsfahrzeug (LUF 60) auf Transportanhänger, ein Feuerwehranhänger mit Rettungsboot sowie ein Anhänger der Jugendfeuerwehr. Das Feuerwehrhaus befindet sich an der Hasenbürener Landstraße 65. Die Funkrufnamen der Feuerwehrfahrzeuge beginnen mit Florian Bremen 45. | Freiwillige Feuerwehr Seehausen |

### Abschnitt Nord
Der Abschnitt Nord besteht neben der FRW 6 noch aus fünf Freiwilligen Feuerwehren:
| FF         | Beschreibung | Bild                                          |
| ---------- | --- | --------------------------------------------- |
| Burgdamm   | Die Freiwillige Feuerwehr Bremen-Burgdamm verfügt über ein Löschgruppenfahrzeug 10, ein Löschgruppenfahrzeug 10/6, ein Mannschaftstransportfahrzeug, einen Feuerwehranhänger mit Rettungsboot (FwA-RTB) und einen Transportanhänger. Ihr Feuerwehrhaus befindet sich am Burgdammer Ring 68. Die Funkrufnamen der Feuerwehrfahrzeuge beginnen mit Florian Bremen 61. | Freiwillige Feuerwehr Burgdamm                |
| Schönebeck | Die Freiwillige Feuerwehr Bremen-Schönebeck verfügt über ein Löschgruppenfahrzeug 10 (LF 10), ein Löschgruppenfahrzeug (LF KatS), Löschgruppenfahrzeug ((H)LF 16/16 Res), einen Einsatzleitwagen 2, ein Mannschaftstransportfahrzeug und einen Transportanhänger für die Jugendfeuerwehr. Ferner stehen hier zwei Feuerwehranhänger der Berufsfeuerwehr mit Sonderbeladung. Ihr Feuerwehrhaus befindet sich Auf dem Krümpel 1. Die Funkrufnamen der Feuerwehrfahrzeuge beginnen mit Florian Bremen 63. | Freiwillige Feuerwehr Schönebeck              |
| Vegesack   | Die Freiwillige Feuerwehr Bremen-Vegesack verfügt über ein Löschgruppenfahrzeug (LF KatS), ein Löschgruppenfahrzeug 10, ein Mannschaftstransportfahrzeug, einen Anhänger für den Hochwasserschutz und einen Transportanhänger. Ihr Feuerwehrhaus befindet sich an der Weserstraße 33. Die Funkrufnamen der Feuerwehrfahrzeuge beginnen mit Florian Bremen 64. | Freiwillige Feuerwehr Vegesack                |
| Blumenthal | Die Freiwillige Feuerwehr Bremen-Blumenthal verfügt über ein Hilfeleistungslöschgruppenfahrzeug 16/16, zwei Mannschaftstransportfahrzeuge, ein Tanklöschfahrzeug 20/40 und ein Löschgruppenfahrzeug (LF KatS), einen CBRN Erkundungskraftwagen (CBRN-ErkKw), einen Dekontaminations-Lastkraftwagen Personen (Dekon-Lkw-P) und einen Feuerwehranhänger Feldkochherd. Ihr Feuerwehrhaus befindet sich am Heidbleek 8. Die Funkrufnamen der Feuerwehrfahrzeuge beginnen mit Florian Bremen 65. | Freiwillige Feuerwehr Blumenthal              |
| Farge      | Die Freiwillige Feuerwehr Bremen-Farge verfügt über ein Löschgruppenfahrzeug 10, ein Löschgruppenfahrzeug 16-TS, ein First-Responder-Fahrzeug, ein Mannschaftstransportfahrzeug, einen Feuerwehranhänger mit Schaum-/Wasserwerfer 50S und einen Feuerwehranhänger mit Rettungsboot. Ihr Feuerwehrhaus befindet sich zusammen mit der Polizeistation an der Farger Straße 134. Es handelt sich um einen Neubau, der im Februar 2021 eröffnet wurde. Zuvor befand sich die FF Farge am selben Standort in einem Gebäude von 1940, das wegen des Neubaus abgerissen wurde. Die Funkrufnamen der Feuerwehrfahrzeuge beginnen mit Florian Bremen 66. | Freiwillige Feuerwehr Farge (Neubau von 2021) |

### Geschlossene Standorte
| ehemalige FF | Beschreibung | Bild                             |
| ------------ | --- | -------------------------------- |
| St. Magnus   | Im Zuge der Neustrukturierung der Freiwilligen Feuerwehren in Bremen wurde die Freiwillige Feuerwehr Bremen-St. Magnus zum 31. Oktober 2011 geschlossen und der Ausrückebezirk zwischen den Freiwilligen Feuerwehren aus Schönebeck und Burgdamm aufgeteilt.:7 Die Feuerwehr verfügte über ein Löschgruppenfahrzeug 16-TS, ein Tanklöschfahrzeug 16/25, ein Mannschaftstransportfahrzeug und einen Lichtmastanhänger. Ihr Feuerwehrhaus befand sich Am Kapellenberg 7. Es wurde mittlerweile verkauft und zu einem Wohngebäude umgewidmet. | Freiwillige Feuerwehr St.-Magnus |

## Jugendfeuerwehren
Zur Feuerwehr Bremen gehören derzeit 13 Jugendfeuerwehren mit insgesamt rund 250 jugendlichen Mitgliedern zwischen 10 und 18 Jahren. Diese gliedern sich organisatorisch der jeweiligen Freiwilligen Feuerwehr an, durch welche sie gegründet wurden und stellen für diese eine der wichtigsten Möglichkeiten der Nachwuchsgewinnung dar.
Nach dem neuen Strukturkonzept ist es für Freiwillige Feuerwehren ab einer bestimmten Ausstattung verpflichtend, eine Jugendfeuerwehr zu gründen, um Nachwuchsproblemen vorzubeugen. Im Gegensatz zu einigen anderen Bundesländern ist es in Bremen nicht vorgesehen, dass Mitglieder der Jugendfeuerwehr bei Einsätzen der Freiwilligen Feuerwehr mit eingebunden werden.
Die Jugendfeuerwehren leisten neben der Ausbildung im feuerwehrtechnischen Bereich auch einen großen Teil an allgemeiner Jugendarbeit. Diese erstreckt sich von jährlichen Zeltlagern, über sportliche Wettbewerbe bis hin zu Bewerbungstrainings.
Zusammengeschlossen sind alle Jugendfeuerwehren im Land Bremen in der Jugendfeuerwehr Bremen. Diese wurde 1986 als Jugendorganisation des Landesfeuerwehrverbandes Bremen gegründet. Hauptaufgaben der Jugendfeuerwehr Bremen sind zum einen die Vertretung der Bremer Jugendfeuerwehren auf Bundesebene als auch die Interessenvertretung der Jugendfeuerwehrmitglieder gegenüber den Freiwilligen Feuerwehren und der Feuerwehr Bremen sowie die Organisation des alle vier Jahre stattfindenden Landeszeltlagers am Werdersee mit rund 700 Teilnehmern aus ganz Deutschland.
Höhepunkte der Jugendarbeit der Jugendfeuerwehr Bremen in den letzten Jahren waren sowohl die Auszeichnung der Deutschen Jugendfeuerwehr mit dem Deutschen Nationalpreis 2013 als auch der Gewinn des Förderpreises „Helfende Hand“ des Bundesministerium des Innern im Jahr 2014.
Mit der Änderung des Bremischen Hilfeleistungsgesetzes im Juni 2016 ist es erstmals möglich, Kinderfeuerwehren im Land Bremen zu gründen. Die erste Gruppe dieser Art wurde im Herbst 2017 in Mahndorf gegründet.